# Michael Wayne McGray
 (novembre 2014).
Si vous disposez d'ouvrages ou d'articles de référence ou si vous connaissez des sites web de qualité traitant du thème abordé ici, merci de compléter l'article en donnant les références utiles à sa vérifiabilité et en les liant à la section « Notes et références ».
Michael Wayne McGray, né le 11 juillet 1965 à Collingwood dans la province de l'Ontario, est un tueur en série canadien. Il a été condamné pour le meurtre de 7 personnes mais prétend en avoir tué 11 autres. Parmi ses victimes se trouvent Jeremy Phillips et Joan Hicks.

### Source de la traduction
- (en) Cet article est partiellement ou en totalité issu de l’article de Wikipédia en anglais intitulé « Michael Wayne McGray » (voir la liste des auteurs).